# Абрикосовий сік

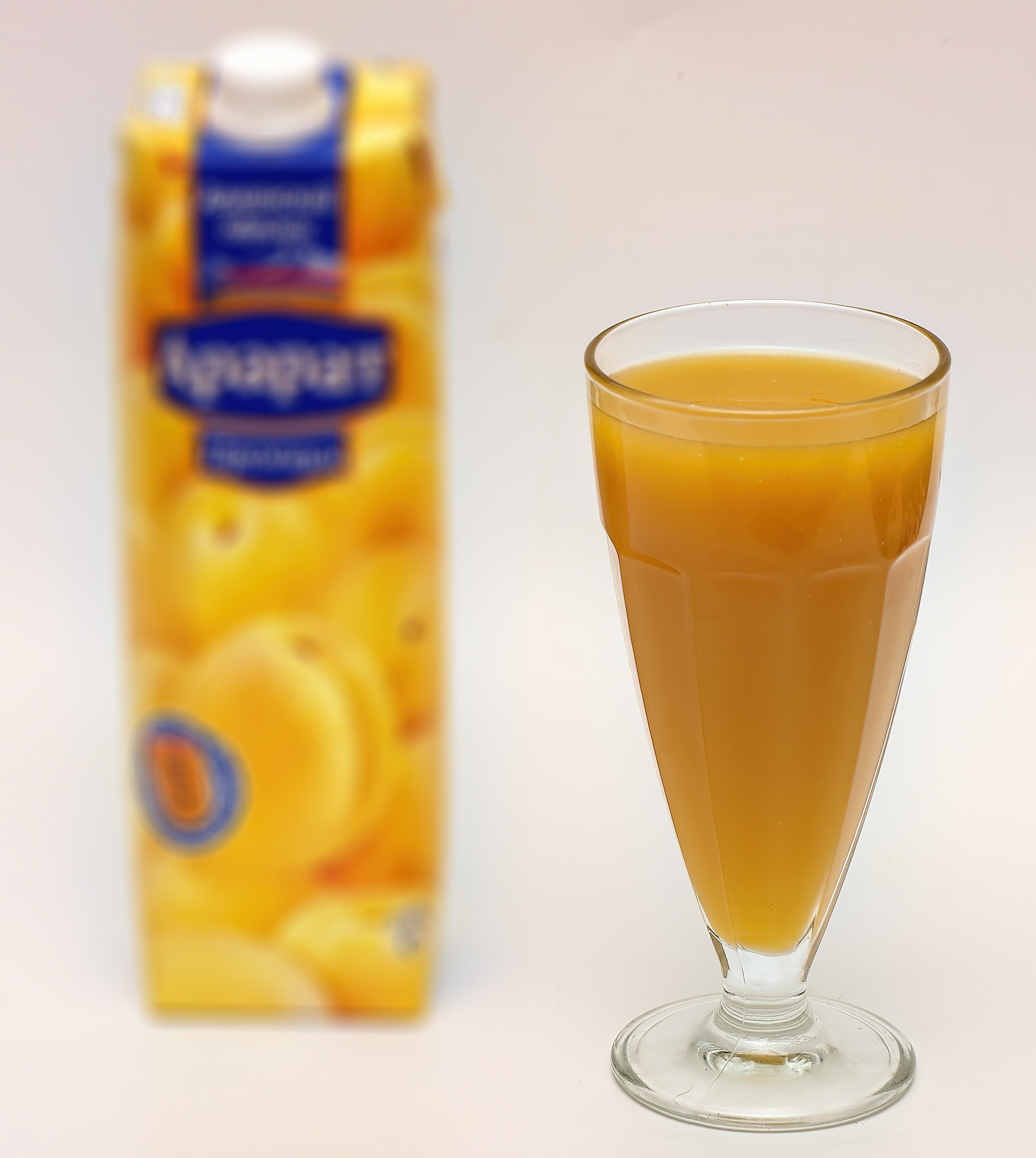
Абрикосовий сік

Абрикосовий сік — фруктовий сік зі свіжих зрілих абрикосів. Напіврідка однорідна непрозора маса оранжево-жовтого кольору,  з відповідним приємним смаком і запахом. Абрикосовий сік містить каротин. У СРСР абрикосовий сік випускали вищого та першого сорту.
Для виробництва абрикосового соку найбільш підходять сорти абрикосу червонощокий, нікітський, ананасний, шиндахлан, які мають яскравий помаранчевий колір м'якоті і мають порівняно високу кислотність і гарний аромат. У промисловому виробництві для отримання абрикосового соку плоди промивають і ошпарюють, а потім протирають на протирочній машині або екстракторі. М'якуш при цьому відокремлюється від шкірки та кісточок. Отриману пюреподібну масу змішують з 15%-ним цукровим сиропом у співвідношенні 1:1, фасують у скляну тару, що герметично укупорюється, і стерилізують. Додавання в абрикосовий сік барвників, ароматичних та консервуючих речовин не допускається. У процесі теплової обробки м'якоті абрикоса з цукром аромат посилюється, а колір стає бурштиновим.